# 精霊を統べる者
『精霊を統べる者』（せいれいをすべるもの、A Master of Djinn）はアメリカの作家、P・ジェリ・クラークのファンタジー スチームパンク小説。2021年にTordotcomから出版された。本書はクラークのデッド・ジン・ユニバースの一部であるとともに、短編小説 "A Dead Djinn in Cairo" と、中編小説 The Haunting of Tram Car 015 での出来事に続くものである。
『精霊を統べる者』は2022年ネビュラ賞 長編小説部門、2022年ローカス賞 第一長編部門、2022年コンプトン・クルック賞長編小説部門を受賞し、2022年ミソピーイク賞ファンタジー文学部門、2022年世界幻想文学大賞 長編部門、2022年ヒューゴー賞 長編小説部門にノミネートされた。

## あらすじ
1912年のカイロ、ファトマ・エル゠シャーラウィは錬金術・魔術・超自然的存在省のエージェントとして勤務しており、さらに前作の短編小説"A Dead Djinn in Cairo"で語られた悪意ある計画を阻止したことで最近注目されている。約40年前に世界に魔術を再導入したスーダンの神秘主義者アル゠ジャーヒズを崇拝する、イギリス人を中心に構成されたアル゠ジャーヒズ秘儀友愛団は、会合中に黄金の仮面をかぶった男に襲われて皆殺しにされた。ファトマは殺害犯を発見し、事件を解決するという任務につく。魔法省での新しいパートナーのハディア・アブデル・ハーフェズと、ファトマの恋人でセクメトの信者でありエジプトの神々の秘密の信者と繋がりのある情報提供者シティの協力を得て、カイロ周辺で現世に戻ってきたアル゠ジャーヒズその人であると主張する仮面男の襲撃者の足跡と手がかりを追う。

## 評価
パブリッシャーズ・ウィークリー誌はこの小説に星付きのレビューを与え、これを「驚異的」で「ポストコロニアルの想像力の素晴らしい偉業」と呼び、クラークの「色彩豊かな散文」、「徹底した世界構築」、「ジェンダー、階級、帝国主義に対する鋭く批判的な視点」を称賛した。
ライブラリー・ジャーナルのクリスティ・チャドウィックはこの小説に星付きのレビューを与え、これを「詳細に富んだ、アクション満載の小説」と呼び、クラークの「植民地主義、精神性、人種関係というテーマの問題」と「ジェンダーと階級の問題」を強調する幻想的な世界構築を称賛した。
ブックリストはこの本に星付きのレビューを与え、「ミステリー、ファンタジー、ロマンスの楽しい組み合わせ」と評した。
ストレンジ・ホライズンスのメリサ・マーキュリオはこの小説を「スマート」、「非常に楽しい」、「帝国主義の歴史と格闘する冒険」と呼び、クラークがさまざまな背景を持つ多様な女性たちを描いたことを称賛した。

## 受賞とノミネート
『精霊を統べる者』は2022年のネビュラ賞 長編小説部門、2022年ローカス賞 第一長編部門、2022年コンプトン・クルック賞長編小説部門を受賞した。また、2022年ミソピーイク賞ファンタジー文学部門、2022年世界幻想文学大賞 長編部門、2022年ヒューゴー賞 長編小説部門にノミネートされた。
| 年   | 賞                     | 賞               | 結果       | Ref.          |
| ---- | ---------------------- | ---------------- | ---------- | ------------- |
| 2021 | ドラゴン賞             | 歴史改変小説     | ノミネート | [ 16 ]        |
| 2021 | ネビュラ賞             | 長編小説         | 受賞       | [ 5 ]         |
| 2022 | コンプトン・クルック賞 | -                | 受賞       | [ 7 ]         |
| 2022 | ヒューゴー賞           | 長編小説         | ノミネート | [ 10 ] [ 11 ] |
| 2022 | イグナイト賞           | 全年齢           | 受賞       | [ 17 ]        |
| 2022 | ローカス賞             | 第一長編         | 受賞       | [ 6 ]         |
| 2022 | ミソピーイク賞         | ファンタジー文学 | ノミネート | [ 8 ]         |
| 2022 | 世界幻想文学大賞       | 長編             | ノミネート | [ 9 ]         |

## 日本語訳
- P・ジェリ・クラーク 著、鍛治靖子 訳『精霊を統べる者』東京創元社〈創元海外SF叢書〉、2024年6月。ISBN 978-4-488-01468-1。